# Raymond Leroy
Pour les articles homonymes, voir Leroy (patronyme).
Raymond Leroy, né le 3 novembre 1908 à Paris et mort pour la France le 11 mai 1943 à Takrouna, est un militaire et résistant français, Compagnon de la Libération. Au début de la Seconde Guerre mondiale, il choisit de se rallier à la France libre et participe aux combats en Libye puis en Tunisie où il est tué en montant à l'assaut d'une position ennemie.

## Biographie

### Jeunesse et engagement
Fils d'un fonctionnaire du ministère de l'agriculture, Raymond Leroy naît le trois novembre 1908 dans le 16e arrondissement de Paris. Lors de son service militaire, il entre à l'école de cavalerie de Saumur et suit les cours d'élève officier de réserve. Il part ensuite pour le Canada où il devient importateur commercial.

### Seconde Guerre mondiale
Capitaine de réserve, il se trouve toujours en Amérique du Nord lorsque débute la Seconde Guerre mondiale. Mobilisé, il est affecté à la mission militaire française à New-York. Le 18 juin 1940, il prend connaissance de l'appel du général de Gaulle et décide de se rallier à la France libre. Parvenu jusqu'à Londres, il s'engage dans les forces françaises libres et est envoyé à Brazzaville en octobre 1940. Affecté au cabinet du général de Larminat, Haut-commissaire de l'Afrique française libre, il en devient l'interprète, le conseiller et l'aide de camp. Désireux de combattre, il est ponctuellement détaché à la 1re Brigade française Libre Indépendante (1re BFL) du général Kœnig avec laquelle il participe à la guerre du désert en Libye. Il contribue notamment à l'installation des troupes françaises sur la position de Bir Hakeim mais se trouve à l'hôpital pour une infection lorsqu'éclate la bataille. En juillet 1942, alors qu'il accompagne le général de Larminat en Égypte, les deux hommes sont victimes d'un grave accident de voiture.
Une fois rétabli, il participe à la campagne de Tunisie avec la 1re division française libre. Le 11 mai 1943, alors qu'il est détaché au bataillon de marche no 5, Raymond Leroy mène une compagnie à l'assaut de la crête des Djebilats, près de Takrouna. Lors de l'attaque, il est tué par un éclat de grenade sous les yeux du général de Larminat qui observe les combats à la jumelle. D'abord inhumé sur place, il rapatrié en 1949 et réinhumé au cimetière de Passy,.

## Décorations
|  |  |  |

| Chevalier de la Légion d'honneur | Chevalier de la Légion d'honneur | Chevalier de la Légion d'honneur | Compagnon de la Libération À titre posthume, par décret du 6 avril 1945 | Compagnon de la Libération À titre posthume, par décret du 6 avril 1945 | Compagnon de la Libération À titre posthume, par décret du 6 avril 1945 | Croix de guerre 1939-1945 Avec une palme | Croix de guerre 1939-1945 Avec une palme | Croix de guerre 1939-1945 Avec une palme |